# 白杨镇 (康县)
白杨镇，原为白杨乡，是中华人民共和国甘肃省陇南市康县下辖的一个乡镇级行政单位。2018年3月撤乡设镇。区划代码改为621224116。

## 行政区划
白杨镇下辖以下地区：
靴子坝村、贺家坝村、吊石坝村、白杨滩村、朱家沟村、南城沟村、王坪村、竹园村、枫岭村、元曲河村、刘家梁村、汪家河村、篙地坝村、池营村和金钗峪村。